# Землетрясение в Масбате 2020
Землетрясение силой 6,6 балла произошло на островной провинции Масбате на Филиппинах 18 августа 2020 года, в результате чего минимум 2 человека погибли и 170 получили ранения. 

## Землетрясение
Филиппинский институт вулканологии и сейсмологии (PHIVOLCS) первоначально сообщил о землетрясении магнитудой 6,5, произошедшем в 8:03. утра в городе Катайнган, штат Масбате. Позднее отчет был изменен с учетом землетрясения магнитудой 6,6 балла.
Землетрясение ощущалось также в нескольких частях Лусона и на частях Висайских островов.
Разлом, из-за которого возникло землетрясение, расположен на сегменте Масбате Филиппинской системы разломов.

## Повреждения
В результате землетрясения в Катайнгане и Масбате обрушились несколько домов и зданий, в том числе трехэтажное здание, старый и новый общественный рынок, полицейский участок и док-станция порта Катайнгана. По данным Управления гражданской обороны региона Бикол, несколько дорог и зданий в Масбате также были повреждены. Линии электропередач также были обрушены в провинции, что привело к незапланированному отключению электроэнергии.

## Жертвы
Как минимум 170 человек были ранены, а 2 человека погибли; один полицейский в отставке погиб, когда его дом в Катайнгане обрушился, а у одного случился сердечный приступ.

## Рекомендации
1. ↑  Magnitude 6.6 quake rattles central Philippines. Philippine Daily Inquirer. 18 августа 2020. Архивировано 22 августа 2020. Дата обращения: 16 февраля 2021.
2. 1 2  One dead, one injured as magnitude 6.6 quake rocks Masbate town. CNN Philippines. 18 августа 2020. Архивировано 18 августа 2020. Дата обращения: 16 февраля 2021.
3. 1 2  6.6-magnitude earthquake injures 36 in Masbate. Philippine Daily Inquirer. 18 августа 2020. Архивировано 25 сентября 2020. Дата обращения: 16 февраля 2021.
4. 1 2  Masbate quake death toll rises to 2, hundreds injured as aftershocks rock Cataingan town. CNN Philippines. 19 августа 2020. Архивировано 16 декабря 2020. Дата обращения: 16 февраля 2021.
5. 1 2  Magnitude 6.5 quake in Masbate caused by movement of PH fault zone. Philippine Daily Inquirer. 18 августа 2020. Архивировано 23 августа 2020. Дата обращения: 16 февраля 2021.
6. ↑  Magnitude 6.6 rocks masbate. The Philippine Star. 18 августа 2020. Архивировано 19 августа 2020. Дата обращения: 16 февраля 2021.
7. ↑  Retired police dead after being buried under collapsed home in Masbate 6.6 quake. Philippine Daily Inquirer. 18 августа 2020. Архивировано 24 ноября 2020. Дата обращения: 16 февраля 2021.
8. ↑  IN PHOTOS: Aftermath of magnitude 6.6 earthquake in Masbate. Rappler. 18 августа 2020. Архивировано 21 ноября 2020. Дата обращения: 16 февраля 2021.

## Внешняя ссылка
- The International Seismological Centre has a bibliography and/or authoritative data for this event.